# 부석사 (서산시)
부석사(浮石寺)는 대한민국 충청남도 서산시 부석면 취평리 도비산 기슭에 있는 사찰이다. 충청남도의 문화재자료 제195호로 지정되었다. 극락전과 봉향각에 8개의 불상이 봉안돼 있다.

## 역사
문무왕 17년(677년)에 의상대사가 창건하고 그 뒤 무학대사가 중건했다고 전해지고 있다. 설에 의하면 고려가 멸망하고 조선이 건국되자 고려의 충신이었던 유방택이 망국의 한을 품고 낙향하여 이곳에 별당을 짓고 살다가 세상을 떠나자 그를 아끼고 따르던 사람들이 그가 쓰던 별당을 개조해 부석사라고 불렀다고 전한다. 또 다른 설은 의상대사와 당나라 여인에 얽힌 이야기도 있다.

## 사진

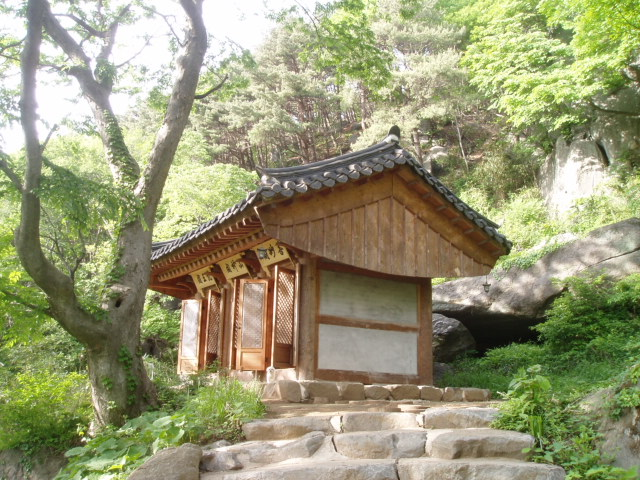
부석사 산신각

## 같이 보기
- 간논지
- 쓰시마 불상 도난 사건

## 참고 문헌
- 부석사 - 국가유산청 국가유산포털
- 부석사 - 한국향토문화전자대전
- 이 문서에는 다음커뮤니케이션(현 카카오)에서 GFDL 또는 CC-SA 라이선스로 배포한 글로벌 세계대백과사전의 내용을 기초로 작성된 글이 포함되어 있습니다.
- 위키미디어 공용에 부석사 관련 미디어 분류가 있습니다.